# Pocałunek ognia
Pocałunek ognia – tango Violetty Villas oparte na kompozycji El Choclo autorstwa Ángela Villoldo. Polski tekst piosenki napisała Violetta Villas. Tango wchodziło w skład stałego recitalowego repertuaru artystki.
Kompozycja znalazła się m.in. na płycie Na pocieszenie serca i uniesienie ducha oraz Pocałunek ognia, a pierwsza wersja „Pocałunku ognia” została nagrana w 1977 roku.